# Sommerein
Sommerein est une commune autrichienne du district de Bruck an der Leitha en Basse-Autriche, anciennement appelée SOMMEREIN am LEITHABERGE.

## Histoire
Le bureau de poste est ouvert en 1889 au nom de SOMMEREIN am LEITHABERGE.